# Dubbelspel (roman)
Dubbelspel (Persuader) är den sjunde boken om Jack Reacher skriven av Lee Child. Boken utkom 2003 och publicerad på svenska av B. Wahlströms. Den kom ut på svenska som inbunden augusti 2006 och pocket maj 2007. Boken kom ut som CD-bok augusti 2006 med Magnus Roosmann som inläsare. Som många av Childs böcker är Dubbelspel skriven i första person.